# Sanxion
Sanxion är ett sidscrollande shoot 'em up-spel från 1986 utvecklat av Thalamus avsett att användas tillsammans med en Commodore 64. 1989 gjordes en version till ZX Spectrum.